# Liste d'élections en 1988
Chronologie des élections
- 1984
- 1985
- 1986
- 1987
- 1988
- 1989
- 1990
- 1991
- 1992

Cette liste recense les élections organisées durant l'année 1988. Elle inclut les élections législatives et présidentielles nationales dans les États souverains, ainsi que les principaux référendums.

## Commentaires généraux
Au Salvador, en Iran et au Sri Lanka, les élections se déroulent dans un contexte de guerre ; en Haïti, dans un climat d'instabilité et de violence. En Afghanistan, les élections en avril viennent ponctuer la fin de la guerre.
Parmi les huit États africains où se déroulent des élections nationales en 1988, sept ont un régime à parti unique, où le parti au pouvoir remporte automatiquement tous les sièges du corps législatif, ainsi que la direction du gouvernement. Seul le Sénégal organise des élections multipartites et démocratiques (février).

## Par mois

### Janvier
| Date       | Pays     | Élections                      | Contexte | Résultats |
| ---------- | -------- | ------------------------------ | --- | --- |
| 17 janvier | Haïti    | Présidentielle                 | L'élection entamée en novembre 1987 avait été annulée à la suite d'un massacre d'électeurs orchestré par l'armée. L'élection de janvier 1988 est boycottée par la plupart des candidats initiaux. | Leslie Manigat (Rassemblement des démocrates nationaux progressistes) est déclaré élu avec 50,3 % des voix. |
| 24 janvier | Monaco   | Législatives                   | | L'Union nationale et démocratique (droite) conserve la totalité des sièges au Conseil national, n'étant opposée que par des candidats sans étiquette. Jean Ausseil demeure ministre d'État (chef du gouvernement). |
| 31 janvier | Équateur | Législatives et présidentielle | Unique tour des législatives et 1er tour de la présidentielle. Le 2d tour a lieu le 8 mai. | Dans un parlement sans majorité, le Parti de la gauche démocratique (centre-gauche) arrive de loin en tête et conserve la majorité relative des sièges.                                                            |

### Février
| Date                      | Pays     | Élections                      | Contexte | Résultats |
| ------------------------- | -------- | ------------------------------ | --- | --- |
| 31 janvier et 1er février | Finlande | Présidentielle                 | | Mauno Koivisto (Parti social-démocrate) est réélu président de la République avec le soutien de 63 % du collège électoral. |
| 14 février                | Paraguay | Législatives et présidentielle | Le Paraguay à cette date est une dictature militaire, qui réprime les opposants politiques au nom de l'anticommunisme. Le Paraguay participe à l'opération Condor, à travers laquelle les dictatures sud-américaines de droite, avec l'appui du gouvernement américain de Ronald Reagan, répriment et assassinent leurs opposants de gauche. Seuls des partis d'opposition de façade sont tolérés. | Le Parti colorado (droite) conserve une majorité absolue des sièges aux deux chambres du Congrès. Son candidat à l'élection présidentielle, Alfredo Stroessner, au pouvoir depuis le coup d'État militaire de 1954, est réélu avec 89,6 % des voix, devant deux autres candidats.                                                                                        |
| 14 et 21 février          | Chypre   | Présidentielle                 | | Giórgos Vasileíou (sans étiquette mais soutenu par le Parti progressiste des travailleurs, communiste) est élu président de la République au second tour, avec 51,6 % des voix. Il succède à Spýros Kyprianoú (également soutenu par les communistes), et devance Gláfkos Klirídis (Rassemblement démocrate, centre-droit).                                              |
| 26 février                | Samoa    | Législatives                   | Seuls les matai (chefs de famille traditionnels) ont le droit de vote. Par ailleurs, les citoyens non-autochtones élisent deux représentants au Parlement. | La coalition dirigée par le premier ministre Va'ai Kolone (conservateur) conserve une majorité absolue d'un seul siège. Après le scrutin, un député de la coalition fait toutefois défection et rejoint le Parti pour la protection des droits de l'homme (conservateur), permettant à celui-ci de former un gouvernement. Tofilau Eti Alesana devient premier ministre. |
| 28 février                | Sénégal  | Législatives et présidentielle | | Le Parti socialiste conserve la majorité absolue des sièges à l'Assemblée nationale, malgré une progression du Parti démocratique (libéral). Abdou Diouf (Parti socialiste) est réélu président de la République avec 73,2 % des voix. |

### Mars
| Date    | Pays       | Élections    | Contexte | Résultats |
| ------- | ---------- | ------------ | --- | --- |
| 3 mars  | Bangladesh | Législatives | Dans un climat de manifestations contre le gouvernement du président Hossain Mohammad Ershad, ancien dictateur militaire, la plupart des partis d'opposition boycottent l'élection. | Le Parti Jatiya (Ershad), au pouvoir, accroît sa majorité absolue des sièges. Moudud Ahmed est nommé premier ministre.                                               |
| 20 mars | Salvador   | Législatives | Le pays est en guerre civile. L'armée, appuyée par des escadrons de la mort, massacre des civils dans les campagnes. | Alternance. L'Alliance républicaine nationaliste (extrême-droite) devance le Parti démocrate-chrétien (centre-droit) et remporte la majorité absolue des sièges.     |
| 21 mars | Kenya      | Législatives | Le Kenya à cette date est un État à parti unique. Seuls les candidats du parti au pouvoir sont autorisés à se présenter. Dans chaque circonscription, entre un et trois candidats sont présélectionnés par les membres du parti. Si le nombre de candidats ainsi sélectionnés est supérieur à un, les citoyens sont invités à les départager. La présélection des candidats ne s'effectuant pas à bulletin secret, des opposants dénoncent un climat d'intimidation. | Le parti Union nationale africaine kenyane (nationaliste, conservateur), seul parti autorisé, remporte mécaniquement la totalité des sièges à l'Assemblée nationale. |

### Avril
| Date          | Pays         | Élections                      | Contexte | Résultats |
| ------------- | ------------ | ------------------------------ | --- | --- |
| 6 au 15 avril | Afghanistan  | Législatives                   | Premières élections depuis 1969. Elles font suite à la fin de la guerre d'Afghanistan, et au retrait des troupes soviétiques deux mois plus tôt. | Le Parti démocratique populaire d'Afghanistan (gauche) obtient une majorité relative des sièges. Avec l'appui d'autres partis de gauche, il dispose de la majorité absolue. Mohammad Hasan Sharq demeure premier ministre. |
| 8 avril       | Iran         | Législatives                   | 1er tour | - |
| 24 avril      | Cameroun     | Législatives et présidentielle | Le Cameroun à cette date est un État à parti unique. Pour la première fois, pour les législatives, les électeurs peuvent choisir entre plusieurs candidats dans chaque circonscription, mais tous les candidats appartiennent au même parti. Pour l'élection présidentielle, il y a un seul candidat, à qui il suffit d'obtenir une seule voix pour être réélu. | Le président sortant Paul Biya, seul candidat, est réélu avec 100 % des voix, et un taux de participation officiellement de 92,6 %. Son parti, le Rassemblement démocratique du peuple camerounais, (droite) conserve mécaniquement la totalité des sièges à l'Assemblée nationale. |
| 24 avril      | France       | Présidentielle                 | 1er tour | - |
| 26 avril      | Corée du Sud | Législatives                   | L'élection a lieu dans un contexte de démocratisation, à la suite des manifestations pour la démocratie en juin 1987, et à la proclamation de la Sixième République en décembre 1987. | Le Parti de la justice démocratique (conservateur, néo-libéral), au pouvoir, perd sa majorité absolue des sièges à l'Assemblée nationale, mais conserve la majorité relative. C'est la première fois qu'un gouvernement sud-coréen perd sa majorité absolue au parlement. L'opposition fait bloc après l'élection pour peser sur le gouvernement. Lee Hyun-jae demeure néanmoins premier ministre. |

### Mai
| Date   | Pays        | Élections      | Contexte                                                   | Résultats |
| ------ | ----------- | -------------- | ---------------------------------------------------------- | --- |
| 8 mai  | Équateur    | Présidentielle | 2d tour                                                    | Alternance. Rodrigo Borja Cevallos (Parti de la gauche démocratique, centre-gauche) est élu avec 54 % des voix, devant Abdalá Bucaram (Parti roldosiste équatorien, populiste, centre-droit). |
| 8 mai  | France      | Présidentielle | 2d tour                                                    | François Mitterrand (Parti socialiste, centre-gauche) est réélu président de la République avec 54 % des voix, devant Jacques Chirac (Rassemblement pour la République, centre-droit). |
| 10 mai | Danemark    | Législatives   |                                                            | Parlement sans majorité. Les Sociaux-démocrates arrivent en tête et conservent une majorité relative des sièges, mais Poul Schlüter (Parti populaire conservateur) demeure premier ministre à la tête d'un gouvernement de coalition de droite et de centre-droit. |
| 13 mai | Iran        | Législatives   | 2d tour. L'élection se déroule durant la guerre Iran-Irak. | À la suite de la dissolution en 1987 du parti unique, le Parti de la république islamique, il n'existe pas de partis politiques en Iran à cette date. La plupart des élus sont favorables à la poursuite de la guerre contre l'Irak, et à un programme de nationalisation des industries. Les candidats cléricaux subissent une perte de sièges importante. Mir Hossein Moussavi (réformateur) demeure premier ministre. |
| 29 mai | Saint-Marin | Législatives   |                                                            | Parlement sans majorité. Le Parti démocrate-chrétien conserve une majorité relative des sièges, devant le Parti communiste. |

### Juin
| Date         | Pays    | Élections      | Contexte | Résultats |
| ------------ | ------- | -------------- | --- | --- |
| 5 et 12 juin | France  | Législatives   | Ces élections font suite à l'élection présidentielle d'avril et mai, remportée par la gauche.                                                                                               | Alternance. La gauche retrouve sa majorité à l'Assemblée nationale. Le Parti socialiste (centre-gauche) obtient une majorité relative des sièges ; avec l'appui du Parti communiste et des autres partis de gauche, le président François Mitterrand dispose d'une majorité absolue. Michel Rocard est nommé premier ministre. |
| 25 juin      | Islande | Présidentielle | | Vigdís Finnbogadóttir (sans étiquette) est réélue avec 94,6 % des voix face à Sigrún Þorsteinsdóttir. |
| 26 juin      | Mali    | Législatives   | Le Mali à cette date est un État à parti unique. Seul le parti au pouvoir est autorisé à présenter des candidats. Les citoyens sont invités à approuver les candidats choisis par le parti. | L'Union démocratique du peuple malien conserve mécaniquement la totalité des sièges à l'Assemblée nationale. |

### Juillet
| Date            | Pays               | Élections                      | Contexte | Résultats |
| --------------- | ------------------ | ------------------------------ | --- | --- |
| 5 juillet       | Yémen du Nord      | Législatives                   | Fin de la dictature militaire. Les partis politiques demeurent néanmoins interdits ; tous les candidats concourent sans étiquette. Premières élections législatives depuis 1971, et dernières avant la réunification du Yémen. | En l'absence de partis politiques, les élus sont tous officiellement des indépendants. Environ un tiers sont liés aux Frères musulmans. |
| 6 juillet       | Mexique            | Législatives et présidentielle | | Le Parti révolutionnaire institutionnel (centre) conserve la majorité absolue des sièges au Congrès. Carlos Salinas de Gortari (PRI) est élu président avec 50,7 % des voix, succédant à Miguel de la Madrid (même parti). Il devance Cuauhtémoc Cárdenas du Front national démocratique (gauche). |
| 3 au 10 juillet | Guinée équatoriale | Législatives                   | La Guinée équatoriale à cette date est un État à parti unique. Il y a un seul candidat par circonscription. | Le Parti démocratique, dont la seule fonction est de soutenir le pouvoir personnel du président Teodoro Obiang, conserve mécaniquement la totalité des sièges au Parlement. |
| 24 juillet      | Thaïlande          | Législatives                   | Les élections marquent un retour à la démocratie après douze ans de dictature militaire. | Parlement sans majorité. Le Parti de la Nation thaïe (droite) obtient une majorité relative des sièges ; son dirigeant, Chatichai Choonhavan, devient premier ministre. |

### Août
Il n'y a pas d'élections nationales en août 1988.

### Septembre
| Date         | Pays      | Élections                  | Contexte | Résultats |
| ------------ | --------- | -------------------------- | --- | --- |
| 3 septembre  | Australie | Référendum constitutionnel | Les citoyens sont invités à se prononcer sur quatre propositions d'amendements constitutionnels, notamment l'allongement de la durée des mandats des députés, et le raccourcissement de celui des sénateurs.                                                                                            | Les quatre propositions sont rejetées par les deux tiers environ des votants. |
| 3 septembre  | Singapour | Législatives               | | Le Parti d'action populaire (conservateur), au pouvoir depuis 1959, conserve la quasi-totalité des sièges. Lee Kuan Yew demeure premier ministre. |
| 18 septembre | Suède     | Législatives               | | Parlement sans majorité. Les sociaux-démocrates conservent une majorité relative des sièges, et Ingvar Carlsson demeure premier ministre. |
| 23 septembre | Maldives  | Présidentielle             | Les Maldives à cette date ne sont pas une démocratie. Il n'existe pas de partis politiques. Le parlement sélectionne un seul candidat pour l'élection présidentielle, qui prend la forme d'un plébiscite. Les citoyens sont invités à voter pour ou contre le maintien au pouvoir du président sortant. | Maumoon Abdul Gayoom est réélu avec 96,4 % de suffrages favorables. Le 3 novembre, l'Organisation de libération populaire de l'Îlam tamoul, groupe armé sri-lankais, tente un coup d'État contre le gouvernement Gayoom. L'armée indienne intervient et permet à Maumoon Gayoom de conserver le pouvoir. |

### Octobre
| Date       | Pays   | Élections                      | Contexte | Résultats |
| ---------- | ------ | ------------------------------ | --- | --- |
| 5 octobre  | Chili  | Référendum                     | Les Chiliens sont appelés à accorder un mandat au dictateur militaire Augusto Pinochet, arrivé au pouvoir par le coup d'État militaire de 1973, lui permettant de conserver le pouvoir neuf ans supplémentaires, jusqu'en 1997.                                                                                             | Le « non » l'emporte avec 56 % des voix. Ceci entraîne un processus de transition démocratique, et le retour à la démocratie en 1990.                                                             |
| 26 octobre | Zambie | Législatives et présidentielle | La Zambie à cette date est un État à parti unique. Le parti au pouvoir présente plusieurs candidats dans chaque circonscription pour les élections législatives ; les citoyens sont invités à les départager. Pour la présidentielle, les électeurs doivent se prononcer pour ou contre la réélection du président sortant. | Le Parti unifié pour l'indépendance nationale (socialiste) conserve mécaniquement la totalité des sièges au Parlement. Le président Kenneth Kaunda est réélu avec 95,5 % de suffrages favorables. |

### Novembre
| Date         | Pays       | Élections                      | Contexte | Résultats |
| ------------ | ---------- | ------------------------------ | --- | --- |
| 1er novembre | Palaos     | Législatives et présidentielle | Les Palaos à cette date ont une certaine autonomie mais ne sont pas un État indépendant, étant un territoire sous tutelle des États-Unis d'Amérique. Il n'existe pas de partis politiques.            | Ngiratkel Etpison est élu président de la République avec 26,3 % des voix. (L'élection étant à un tour, le candidat ayant une majorité relative des suffrages est élu.) Au Congrès, tous les élus sont sans étiquette.                                                                                      |
| 2 novembre   | Israël     | Législatives                   | | Parlement sans majorité. Le Likoud (droite), au pouvoir, obtient une majorité relative des sièges, devançant d'un seul siège l'alliance « Alignement » (centre-gauche). Yitzhak Shamir (Likoud) demeure premier ministre à la tête d'un gouvernement de coalition.                                          |
| 3 novembre   | Algérie    | Référendum constitutionnel     | À la suite des manifestations et émeutes du mois d'octobre, la réforme vise à mettre fin au statut de parti unique dont bénéficie le Front de libération nationale, et d'introduire le multipartisme. | La proposition est approuvée par 92,3 % des votants. |
| 6 novembre   | France     | Référendum                     | Les citoyens français sont invités à approuver ou rejeter les Accords de Matignon, portant sur autodétermination en Nouvelle-Calédonie.                                                               | Les Accords sont approuvés par 80 % des Français, dont 57 % des Néo-Calédoniens. |
| 8 novembre   | États-Unis | Législatives et présidentielle | | George H. W. Bush (Parti républicain, droite) est élu président avec les suffrages de 79,3 % des grands électeurs. Il succède à Ronald Reagan (même parti) et devance Michael Dukakis (Parti démocrate). Le Parti démocrate (centre-gauche) conserve sa majorité absolue dans les deux chambres du Congrès. |
| 16 novembre  | Pakistan   | Législatives                   | Restauration de la démocratie après la fin de la dictature du président Muhammad Zia-ul-Haq. | Alternance. Parlement sans majorité. Le Parti du peuple pakistanais (social-démocrate), principal parti d'opposition, remporte une majorité relative des sièges. Il parvient à former un gouvernement avec l'appui de petits partis et de députés sans étiquette. Benazir Bhutto devient première ministre. |
| 21 novembre  | Canada     | Législatives                   | | Le Parti progressiste-conservateur conserve une majorité absolue (bien que réduite) des sièges. Brian Mulroney demeure premier ministre. |

### Décembre
| Date        | Pays      | Élections      | Contexte | Résultats |
| ----------- | --------- | -------------- | --- | --- |
| 4 décembre  | Venezuela | Présidentielle | | Carlos Andrés Pérez (Action démocratique, centre-gauche) est élu avec 52,9 % des voix, devant Eduardo Fernández Jiménez (COPEI, centre-droit).                                                                             |
| 19 décembre | Rwanda    | Présidentielle | Le Rwanda à cette date est un État à parti unique. Les électeurs sont invités à voter pour ou contre la réélection du président sortant, seul candidat.                                                                                       | Juvénal Habyarimana (Mouvement révolutionnaire national pour le développement : conservateur, anti-communiste), au pouvoir depuis le coup d'État de 1973, est réélu avec officiellement 99,98 % des voix.                  |
| 19 décembre | Sri Lanka | Présidentielle | L'élection se déroule durant la guerre civile. Dans les zones du nord et de l'est contrôlées par les Tigres tamouls, le scrutin n'a pas lieu. Dans le sud, les autorités luttent contre l'insurrection marxiste du Janatha Vimukthi Peramuna. | Ranasinghe Premadasa (Parti national uni, conservateur) est élu avec 50,4 % des voix. Il succède à Junius Jayewardene (même parti), et devance Sirimavo Bandaranaike (Parti de la liberté du Sri Lanka, social-démocrate). |
| 22 décembre | Algérie   | Présidentielle | L'Algérie à cette date est un État à parti unique. Seul le président sortant se présente. Les citoyens sont invités à voter pour ou contre sa réélection. Dernière élection de cette sorte avant l'introduction du multipartisme.             | Chadli Bendjedid (Front de libération nationale, socialiste) est réélu avec 93,3 % de suffrages favorables. |
| 26 décembre | Rwanda    | Législatives   | Le Rwanda à cette date est un État à parti unique. Le parti au pouvoir présente deux candidats par circonscription, les citoyens étant invités à choisir l'un des deux.                                                                       | Le Mouvement révolutionnaire national pour le développement (conservateur, anti-communiste) conserve mécaniquement la totalité des sièges au Parlement.                                                                    |